# Biathlon-Juniorenweltmeisterschaften 2013
Die Biathlon-Juniorenweltmeisterschaften 2013 (offiziell: IBU Youth/Junior World Championships Biathlon 2013) fanden vom 23. Januar bis 1. Februar 2013 in der österreichischen Gemeinde Obertilliach statt. Die Wettbewerbe wurden im Biathlon- und Langlaufzentrum Osttirol ausgetragen. Gemeldet waren 450 Teilnehmer aus 37 Nationen, darunter 230 Sportler in den Jugend- und 220 Sportler in den Juniorenklassen.
Die Vergabe erfolgte durch die Internationale Biathlon-Union im Juni 2009. Obertilliach richtet regelmäßig IBU-Cups aus und hatte sich bereits vergeblich als Gastgeber für die Biathlon-Juniorenweltmeisterschaften 2011 beworben.

## Medaillenspiegel
| Platz | Land               | Gold | Silber | Bronze | Gesamt |
| ----- | ------------------ | ---- | ------ | ------ | ------ |
| 1     | Russland           | 7    | 2      | 5      | 14     |
| 2     | Deutschland        | 3    | 2      | 3      | 8      |
| 3     | Norwegen           | 3    | 1      | 1      | 5      |
| 4     | Frankreich         | 2    | 1      | 2      | 5      |
| 5     | Vereinigte Staaten | 1    | 2      | 0      | 3      |
| 6     | Ukraine            | 0    | 3      | 2      | 5      |
| 7     | Österreich         | 0    | 1      | 1      | 2      |
| 7     | Estland            | 0    | 1      | 1      | 2      |
| 9     | Italien            | 0    | 1      | 0      | 1      |
| 9     | Kasachstan         | 0    | 1      | 0      | 1      |
| 9     | Kroatien           | 0    | 1      | 0      | 1      |
| 12    | Schweiz            | 0    | 0      | 1      | 1      |

## Zeitplan
| Datum            | Männer                    | Männer                        | Frauen                    | Frauen                         |
| ---------------- | ------------------------- | ----------------------------- | ------------------------- | ------------------------------ |
| 23. Januar (Mi.) | Training                  | Training                      | Training                  | Training                       |
| 24. Januar (Do.) | Training, Eröffnungsfeier | Training, Eröffnungsfeier     | Training, Eröffnungsfeier | Training, Eröffnungsfeier      |
| 25. Januar (Fr.) | 13:30                     | Sprint Jugend (7,5 km)        | 10:00                     | Sprint Jugend (6 km)           |
| 26. Januar (Sa.) | 13:30                     | Sprint Junioren (10 km)       | 10:00                     | Sprint Juniorinnen (7,5 km)    |
| 27. Januar (So.) | 13:30                     | Verfolgung Jugend (10 km)     | 10:00                     | Verfolgung Jugend (7,5 km)     |
| 27. Januar (So.) | 14:30                     | Verfolgung Junioren (12,5 km) | 11:00                     | Verfolgung Juniorinnen (10 km) |
| 28. Januar (Mo.) | Training                  | Training                      | Training                  | Training                       |
| 29. Januar (Di.) | 13:30                     | Einzel Jugend (12,5 km)       | 10:00                     | Einzel Jugend (10 km)          |
| 30. Januar (Mi.) | 13:30                     | Einzel Junioren (15 km)       | 10:00                     | Einzel Juniorinnen (12,5 km)   |
| 31. Januar (Do.) | 13:15                     | Staffel Jugend (3 × 7,5 km)   | 10:00                     | Staffel Jugend (3 × 6 km)      |
| 1. Februar (Fr.) | 13:15                     | Staffel Junioren (4 × 7,5 km) | 10:00                     | Staffel Juniorinnen (3 × 6 km) |

## Ergebnisse

### Männliche Jugend
| Rang | Name                  |
| ---- | --------------------- |
| 1    | Fabien Claude         |
| 2    | Sean Doherty          |
| 3    | Rene Zahkna           |
| 4    | Xavier Guidetti       |
| 5    | Maksym Iwko           |
| 6    | Aristide Bègue        |
| 7    | Saverio Zini          |
| 8    | Federico Di Francesco |
| 9    | Aslak Nenseter        |
| 10   | Miha Dovžan           |

| Rang | Name                |
| ---- | ------------------- |
| 1    | Sean Doherty        |
| 2    | Rene Zahkna         |
| 3    | Fredrik Mack Rørvik |
| 4    | Aslak Nenseter      |
| 5    | Niklas Homberg      |
| 6    | Alexander Dedjuchin |
| 7    | Vemund Gurigard     |
| 8    | Aristide Bègue      |
| 9    | Maximilian Janke    |
| 10   | Fabien Claude       |

| Rang | Name              |
| ---- | ----------------- |
| 1    | Aristide Bègue    |
| 2    | Sean Doherty      |
| 3    | Anton Myhda       |
| 4    | Niklas Homberg    |
| 5    | Rene Zahkna       |
| 6    | Fabian Ulmer      |
| 7    | Emilien Personnaz |
| 8    | Vemund Gurigard   |
| 9    | Marius Ungureanu  |
| 10   | Jules Cuenot      |

| Rang | Nation                                                          |
| ---- | --------------------------------------------------------------- |
| 1    | NorwegenAslak Nenseter Fredrik Mack Rørvik Vemund Gurigard      |
| 2    | DeutschlandMaximilian Janke Philipp Horn Niklas Homberg         |
| 3    | FrankreichAristide Bègue Emilien Personnaz Fabien Claude        |
| 4    | RusslandAlexander Dedjuchin Eduard Latypow Alexander Powarnizyn |
| 5    | PolenRafał Penar Jakub Topór Mateusz Janik                      |

### Weibliche Jugend
| Rang | Name                 |
| ---- | -------------------- |
| 1    | Uljana Kaischewa     |
| 2    | Lisa Vittozzi        |
| 3    | Swetlana Mironowa    |
| 4    | Kristin Sandeggen    |
| 5    | Galina Wischnewskaja |
| 6    | Wiktorija Sliwko     |
| 7    | Marie Heinrich       |
| 8    | Chloé Chevalier      |
| 9    | Julija Schurawok     |
| 10   | Tuuli Tomingas       |

| Rang | Name                 |
| ---- | -------------------- |
| 1    | Uljana Kaischewa     |
| 2    | Galina Wischnewskaja |
| 3    | Marion Deigentesch   |
| 4    | Julija Schurawok     |
| 5    | Lisa Vittozzi        |
| 6    | Marie Nørstebø       |
| 7    | Dunja Zdouc          |
| 8    | Chloé Chevalier      |
| 9    | Wiktorija Sliwko     |
| 10   | Marie Heinrich       |

| Rang | Name                       |
| ---- | -------------------------- |
| 1    | Uljana Kaischewa           |
| 2    | Julija Schurawok           |
| 3    | Anastassija Merkuschyna    |
| 4    | Lotte Lie                  |
| 5    | Sarah Beaudry              |
| 6    | Chloé Chevalier            |
| 7    | Laurane Sauvage            |
| 8    | Marie Nørstebø             |
| 9    | Anastassija Nytschyporenko |
| 10   | Tuuli Tomingas             |

| Rang | Nation                                                                     |
| ---- | -------------------------------------------------------------------------- |
| 1    | RusslandWiktorija Sliwko Swetlana Mironowa Uljana Kaischewa                |
| 2    | UkraineJulija Schurawok Anastassija Nytschyporenko Anastassija Merkuschyna |
| 3    | SchweizTanja Bissig Lena Häcki Sabine di Lallo                             |
| 4    | EstlandRegina Oja Meril Beilmann Tuuli Tomingas                            |
| 5    | FrankreichLaurane Sauvage Julie Gleizes Chloé Chevalier                    |

### Junioren
| Rang | Name                       |
| ---- | -------------------------- |
| 1    | Alexander Loginow          |
| 2    | Johannes Thingnes Bø       |
| 3    | Maxim Zwetkow              |
| 4    | Vetle Sjåstad Christiansen |
| 5    | Quentin Fillon Maillet     |
| 6    | Timur Machambetow          |
| 7    | Roman Rees                 |
| 8    | Alexander Tschernyschow    |
| 9    | Vegard Gjermundshaug       |
| 10   | Fabian Hörl                |

| Rang | Name                    |
| ---- | ----------------------- |
| 1    | Johannes Thingnes Bø    |
| 2    | Maxim Zwetkow           |
| 3    | Alexander Loginow       |
| 4    | Quentin Fillon Maillet  |
| 5    | Roman Rees              |
| 6    | Alexander Tschernyschow |
| 7    | Giuseppe Montello       |
| 8    | Fabian Hörl             |
| 9    | Timur Makhambetow       |
| 10   | Clément Dumont          |

| Rang | Name                 |
| ---- | -------------------- |
| 1    | Alexander Loginow    |
| 2    | Dino Butković        |
| 3    | Clément Dumont       |
| 4    | Vegard Gjermundshaug |
| 5    | Korbinian Raschke    |
| 6    | Ruslan Tkalenko      |
| 7    | Erling Aalvik        |
| 8    | Macx Davies          |
| 9    | Johannes Thingnes Bø |
| 10   | Roman Rees           |

| Rang | Nation                                                                                  |
| ---- | --------------------------------------------------------------------------------------- |
| 1    | NorwegenErling Aalvik Håvard Gutubø Bogetveit Vegard Gjermundshaug Johannes Thingnes Bø |
| 2    | FrankreichClément Dumont Mathieu Legrand Dany Chavoutier Quentin Fillon Maillet         |
| 3    | RusslandTimur Makhambetow Alexander Loginow Alexander Tschernyschow Maxim Zwetkow       |
| 4    | ItalienBenjamin Plaickner Andreas Plaickner Thierry Chenal Giuseppe Montello            |
| 5    | UkraineOleksij Petrenko Ruslan Tkalenko Iwan Morawskyj Artem Tyschtschenko              |

### Juniorinnen
| Rang | Name                       |
| ---- | -------------------------- |
| 1    | Laura Dahlmeier            |
| 2    | Olga Podtschufarowa        |
| 3    | Lisa Hauser                |
| 4    | Anaïs Chevalier            |
| 5    | Franziska Preuß            |
| 6    | Frida Strand Kristoffersen |
| 7    | Enora Latuillière          |
| 8    | Alla Hylenko               |
| 9    | Vanessa Hinz               |
| 10   | Darja Jurlova              |

| Rang | Name                |
| ---- | ------------------- |
| 1    | Olga Podtschufarowa |
| 2    | Laura Dahlmeier     |
| 3    | Franziska Preuß     |
| 4    | Vanessa Hinz        |
| 5    | Enora Latuillière   |
| 6    | Darja Jurlova       |
| 7    | Lisa Hauser         |
| 8    | Jelena Ankudinowa   |
| 9    | Anaïs Chevalier     |
| 10   | Coline Varcin       |

| Rang | Name                |
| ---- | ------------------- |
| 1    | Laura Dahlmeier     |
| 2    | Lisa Hauser         |
| 3    | Franziska Preuß     |
| 4    | Paulína Fialková    |
| 5    | Orsolya Tófalvi     |
| 6    | Thekla Brun-Lie     |
| 7    | Floriane Parisse    |
| 8    | Hilde Fenne         |
| 9    | Annika Weissenegger |
| 10   | Wiktorija Perminowa |

| Rang | Nation                                                            |
| ---- | ----------------------------------------------------------------- |
| 1    | DeutschlandFranziska Preuß Vanessa Hinz Laura Dahlmeier           |
| 2    | UkraineJulija Bryhynez Alla Hylenko Iryna Warwynez                |
| 3    | RusslandWiktorija Perminowa Olga Podtschufarowa Jelena Ankudinowa |
| 4    | NorwegenRagnhild Andreassen Thekla Brun-Lie Hilde Fenne           |
| 5    | SchweizLadina Meier-Ruge Aita Gasparin Patricia Jost              |